# Fimbristylis oblonga
Fimbristylis oblonga är en halvgräsart som beskrevs av Tetsuo Michael Koyama. Fimbristylis oblonga ingår i släktet Fimbristylis och familjen halvgräs. Inga underarter finns listade i Catalogue of Life.